# Tayopa
Tayopa là tên gọi mỏ bạc bị thất lạc trong truyền thuyết tại dãy núi Sierra của México. Nhiều câu chuyện, truyền thuyết và huyền thoại xung quanh khu mỏ này cũng như các bài báo và sách vở mô tả về công cuộc tìm kiếm nơi đây. Nhà nghiên cứu văn hóa dân gian J. Frank Dobie đã dành một phần trong cuốn sách của mình nhan đề "Apache Gold and Yaqui Silver" (Vàng Apache và Bạc Yaqui) để kể chuyện về khu mỏ huyền thoại bị thất lạc này.